# WWF Royal Rumble (jeu vidéo, 1993)
Cet article concerne le jeu vidéo sorti en 1993 pour la Super Nintendo et la Mega Drive. Pour le jeu vidéo sorti en 2000 pour la Dreamcast, voir WWF Royal Rumble (jeu vidéo, 2000). Pour le spectacle de catch annuel produit par la WWE, voir Royal Rumble.
WWF Royal Rumble est un jeu vidéo de catch professionnel développé par Sculptured Software, sorti en 1993 sur Super Nintendo et Mega Drive. Comme son prédécesseur, WWF Super WrestleMania, le jeu est basé sur la société américaine World Wrestling Federation. Il met en avant de différents types de matchs dont le nouveau Royal Rumble. Il met également en scène les catcheurs travaillant à l'époque pour la WWF, et chacune des versions du jeu possède ses cinq propres personnages exclusifs. Il précède le jeu Sega Mega-CD WWF Rage in the Cage et suite directe WWF Raw.

## Système de jeu
WWF Royal Rumble met en scène de nombreux mouvements. Il permet également aux joueurs de frapper leurs adversaires avec une chaise en métal hors du ring. Après avoir frappé l'arbitre, celui-ci devenu inconscient, des coups interdits tels que les étranglements sont permis. Pour éviter de perdre avant le décompte, les catcheurs doivent rentrer dans le ring ; l'entrée du ring s'effectuant sur le côté gauche ou droit. Le magazine Mega classe le jeu à la quarantième place de leur Top Mega Drive Games of All Time (meilleurs jeux de tous les temps sur Mega Drive).

## Personnages
La version SNES a été développée avant la version Mega Drive et remplace donc certains personnages. Les deux versions partagent les sept mêmes catcheurs : Bret Hart, Crush, Razor Ramon, Shawn Michaels, The Undertaker, The Narcissist et Randy Savage. Cinq autres sont différents selon les versions du jeu. La version SNES met à disposition Mr. Perfect, Ric Flair, Tatanka, Ted DiBiase et Yokozuna. La version Mega Drive, elle, met à disposition Hulk Hogan, IRS, Jim Duggan, The Model et Papa Shango.
La raison pour laquelle Hulk Hogan, grande star de la compagnie n'était pas présent sur la version SNES est simple : Hulk Hogan revint à la WWF en février 1993, alors que le développement de la version SNES se terminait ; la WWF n'avait tout simplement pas prévenu les développeurs du jeu. La version Mega Drive ne pouvait pas sortir en même temps que la version SNES à cause d'une règle imposée par Nintendo contre les sorties en simultané sur plusieurs consoles ; ainsi, les développeurs eurent le temps de rajouter Hulk Hogan à cette version.